# Ша Тин
Ша Тин (沙田) град је у Кини у региону Хонгконг. Према процени из 2009. у граду је живело 683.675 становника.

## Становништво
Према процени, у граду је 2009. живело 683.675 становника.
| 1990.   | 2000.   | 2009    |
| ------- | ------- | ------- |
| 506.368 | 628.634 | 683.675 |